# Arenochroa flavalis
Arenochroa flavalis är en fjärilsart som beskrevs av Fernald 1894. Arenochroa flavalis ingår i släktet Arenochroa och familjen Crambidae. Inga underarter finns listade i Catalogue of Life.